# 크산토프로테인 반응
크산토프로테인 반응, 또는 잔토프로테인 반응(xanthoprotein reaction 反應)이란 단백질 검출반응의 일종이다.

## 특성
단백질의 발색반응 중 하나. 검출이나 정성에 이용되지만, 단백질의 정량에는 적당하지 않다. 시료에 질산을 가하고 가열하여 이에 알칼리를 가하면 황색 또는 오렌지색을 띤다. 이 반응은 티로신, 페닐알라닌, 트립토판의 존재에 근거하는 것으로, 이들을 함유하는 대부분의 단백질이 발색을 하게 된다.

## 색 변화
단백질의 티로신, 페닐알라닌 등의 잔기를 진한 질산으로 니트로화하면 황색으로 정색하고, 알칼리성으로 하면 등황색이 된다. 이 반응은 벤젠핵을 가진 티로신, 트리프로판, 페닐알라닌 등이 있을 때 일어나며, 그 색은 벤젠의 니트로 유도체의 색이다.